# Сальгрен, Никлас
Никлас Сальгрен (швед. Niclas Sahlgren) (18 марта 1701 — 10 марта 1776) — шведский предприниматель и филантроп.

## Биография
Никлас Сальгрен родился в 1701 году в семье предпринимателя из Гётеборга Нильса Перссона Сальгрена. В 16 лет Сальгрена отправили в Амстердам на обучение в доходном доме Tietzen & Schröder, он имел возможность изучить иностранные языки и освоить искусство торговли. На протяжении нескольких лет Сальгрен имел возможность путешествовать по Европе, за время своих поездок он углубил свои знания и обзавёлся полезными связями. Когда в 1733 году умерла мать Сальгрен, он вернулся в Гётеборг и поселился там.

## Достижения
Никлас Сальгрен был одним из основателей Шведской Ост-Индской компании и входил в состав её управляющего органа — Дирекции. При спонсорской поддержке Сальгрена была построена Сальгренская университетская больница. В 1773 году Сальгрена избрали членом Шведской королевской академии наук.